# Hohenzollern-Hechingen
Hohenzollern-Hechingen var et lille grevskab og senere fyrstendømme i Schwaben i det sydlige Tyskland, der eksisterede fra 1576 til 1850. Dets område lå i den centrale del af den nuværende tyske delstat Baden-Württemberg. Dets hovedstad var byen Hechingen. Hohenzollern-Hechingen blev regeret af medlemmer af den schwabiske linje af Huset Hohenzollern.
Grevskabet Hohenzollern-Hechingen opstod ved arvedeling af Grevskabet Hohenzollern i 1576. Det blev ophøjet til fyrstendømme i 1623. I 1849 nedlagde Fyrst Konstantin af Hohenzollern-Hechingen som den sidste fyrste regeringen, og Hohenzollern-Hechingen blev indlemmet i Kongeriget Preussen i 1850.
48°21′N 8°58′Ø / 48.35°N 8.97°Ø